# Hitomi Yoshizawa
Hitomi Yoshizawa (吉澤ひとみ Yoshizawa Hitomi) nació un 12 de abril de 1985; fue miembro y líder de Morning Musume, grupo de Jpop Hello! Project. Es la actual líder del equipo de futsal "Gatas Brilhantes H.P.".

## Biografía
Yoshizawa pasó a ser parte del grupo Morning Musume el año 2000 como miembro de la cuarta generación, junto a Rika Ishikawa, Nozomi Tsuji, y Ai Kago, haciendo su primera presentación en la promoción del décimo sencillo de la banda: "Happy Summer Wedding" (Feliz Boda de Verano).
En un principio se ganó la fama de ser la miembro tomboyish (ahombrada) del grupo, a partir de sus comentarios, tono de voz, costumbres y aficiones. Su primer papel central de canto en una canción lo obtuvo para el sencillo "Mr.Moonlight ~Ai no BIG BAND~" (2001), donde hizo el personaje de un galán. Esto sólo acrecentó los rumores acerca de su lado masculino. Sin embargo, ha dejado de lado ese rol.
En abril de 2005, después de la repentina e inesperada renuncia hecha por Mari Yaguchi al liderazgo de Morning Musume, Yoshizawa se convirtió en el miembro más antiguo y por lo tanto, en la primera opción para sustituirla. Tras la graduación de Rika Ishikawa en mayo del 2005, Yoshizawa quedó como último miembro de su generación.
Yoshizawa es además capitana del equipo de futsal (fútbol a puertas cerradas o de salón) del Hello! Project "Gatas Brilhantes H.P." y se las ha arreglado para conseguirle victorias a su equipo en muchas ocasiones. Igualmente consiguió que Nozomi Tsuji no lo abandonara luego de que se graduara de Morning Musume en el 2004.
El 6 de mayo de 2007, Yossie se graduó de Morning Musume dejando el liderato a Miki Fujimoto y a Ai Takahashi como sub-líder, pero por un inconveniente, Ai pasó a ser la líder y Risa Niigaki la sub-líder, ya que Miki abandonó el 1 de junio del mismo año.
Actualmente se ha formado un grupo de Hello! Project que se llama "Ongaku Gatas" donde volvemos a ver a Hitomi, a Konno, junto a Rika y además varias chicas menos conocidas incluyendo a algunas de Hello! Project Egg. Cabe decir que el sencillo saldrá el 12 de septiembre y que tuvieron una presentación en el concierto del décimo aniversario, y que la canción Narihajimeta Koi no BELL será un tema de apoyo para el Dralion Cirque Du Soleil.
En 2008 Hitomi Yoshizawa regresa junto a Rika Ishikawa con un nuevo grupo que se llama "Hangry & Angry" (ハングリーとアングリー).
Actualmente está en el grupo de Jpop Dream Morning Musume junto a otras exintegrantes del grupo Morning Musume.
El 6 de septiembre de 2018, fue arrestada por causar un accidente de atropello mientras conducía bajo la influencia del alcohol.

## Grupos
- Morning Musume (2000 – 2007)

## Subgrupos
- Petitmoni (2000 – 2003)
- Morning Musume Sakura Gumi (2003 – 2004)

## Grupos Shuffle
- Akagumi 4 (2000/Segunda generación)
- 10nin Matsuri (2001)
- Sexy 8 (2002)
- 11WATER (2003)
- H.P. All Stars (2004)

## Unidades en concierto
- Hello! Project Akagumi (2005)
- Wonderful Hearts (2006 – 2007)
- Elder Club (2008 – 2009)

## Otros
- Venus Mousse (2002)
- Gatas Brilhantes (2003 – Presente)
- Ongaku Gatas (2007)
- Hangry & Angry (2008 – Presente)
- Dream Morning Musume (2011 – Presente)
- Ganbarou Nippon Ai wa Katsu Singers (2011)
- ABCHO (2012 -)

## Como actriz
Películas
- Pinchrunner (2000)
- Tokkaekko (2001)
- Koinu Dan no Monogatari (2002)
- Ousama Game (2011]

Doramas
- Ore ga Aitsu de Aitsu ga Ore de (2003)
- Motto Koiseyo Otome (2004)
- Shinkansen Girl (2007)